# Johnny Miqueiro
Johnny Miqueiro (né le 18 juillet 1964 à Montevideo en Uruguay) est un joueur de football international uruguayen, qui évoluait en tant qu'attaquant.